# Eerste klasse 1972-73 (basketbal België)
Het seizoen 1972-1973 was de 26e editie van de hoogste basketbalcompetitie.
Het speelschema over 32 wedstrijden bleef van kracht, eerst liep de reguliere competitie over 22 speeldagen waarna de bovenste 6 met behoud van punten voor de titel speelden, de laatste zes voor de degradatie. Seizoen 1973/73 was ook de intrede van het semi professionalisme naast de shirtsponsor werd ook de naamsponsor een nieuwe trend.
Racing Ford Antwerpse behaalde  behaalde zijn achtste landstitel.
BBC Destelbergen en CEP Fleurus waren de nieuwkomers. 

## Naamswijzigingen
- BBC Destelbergen werd BBC Elite Gent
- Avanti Brugge werd Carad Brugge
- Standard Liège werd Standard Boule D'Or Liège
- Okapi Aalst werd Sunhine Aalst
- Bavi Vilvoorde werd Toptours Vilvoorde
- Royal IV Anderlecht werd Royal Anderlecht

## Eindstand
- Voorronde

|  |    |                           | P  | W  | V  | G | Ptn |
|  | -- | ------------------------- | -- | -- | -- | - | --- |
|  | 1  | RC Ford                   | 22 | 21 | 1  | 0 | 42  |
|  | 2  | RC Maes Pils Mechelen     | 22 | 14 | 7  | 1 | 29  |
|  | 3  | Bus Fruit Lier            | 22 | 13 | 9  | 0 | 26  |
|  | 4  | Carad Brugge              | 22 | 11 | 10 | 1 | 23  |
|  | 5  | Standard Boule D'Or Liège | 22 | 11 | 11 | 0 | 22  |
|  | 6  | BC Elite Gent             | 22 | 10 | 11 | 1 | 21  |
|  | 7  | Beaulieu Ieper            | 22 | 10 | 12 | 0 | 20  |
|  | 8  | Sunshine Aalst            | 22 | 10 | 12 | 0 | 20  |
|  | 9  | Eural Wilrijk             | 22 | 10 | 12 | 0 | 20  |
|  | 10 | Royal Anderlecht          | 22 | 9  | 13 | 0 | 18  |
|  | 11 | Toptours Vilvoorde        | 22 | 9  | 13 | 0 | 18  |
|  | 12 | CEP Fleurus               | 22 | 2  | 19 | 1 | 5   |

- Eerste afdeling A

|  |   |                           | P  | W  | V  | G | Ptn |
|  | - | ------------------------- | -- | -- | -- | - | --- |
|  | 1 | RC Ford                   | 32 | 28 | 4  | 0 | 56  |
|  | 2 | Carad Brugge              | 32 | 19 | 11 | 2 | 40  |
|  | 3 | RC Maes Pils Mechelen     | 32 | 19 | 12 | 1 | 39  |
|  | 4 | Bus Fruit Lier            | 32 | 17 | 14 | 1 | 35  |
|  | 5 | BBC Elite Gent            | 32 | 13 | 18 | 1 | 27  |
|  | 6 | Standard Boule D'Or Liège | 32 | 13 | 19 | 0 | 26  |

- Eerste afdeling B

|  |   |                    | P  | W  | V  | G | Ptn |
|  | - | ------------------ | -- | -- | -- | - | --- |
|  | 1 | Royal Anderlecht   | 32 | 16 | 15 | 1 | 33  |
|  | 2 | Toptours Vilvoorde | 32 | 16 | 16 | 0 | 32  |
|  | 3 | Sunshine Aalst     | 32 | 15 | 16 | 1 | 31  |
|  | 4 | Beaulieu Ieper     | 32 | 14 | 17 | 1 | 29  |
|  | 5 | Eural Wilrijk      | 32 | 14 | 18 | 0 | 28  |
|  | 6 | CEP Fleurus        | 32 | 3  | 27 | 0 | 8   |

1928 · 1929 · 1930 · 1931 · 1932 · 1933 · 1934 · 1935 · 1936 · 1937 · 1938 · 1939 · 1940 · 1941 · 1942 · 1943 · 1944 · 1945 · 1946 · 1947 · 1948 · 1949 · 1950 · 1951 · 1952 · 1953 · 1954 · 1955 · 1956 · 1957 · 1958 · 1959 · 1960 · 1961 · 1962 · 1963 · 1964 · 1965 · 1966 · 1967 · 1968 · 1969 · 1970 · 1971 · 1972 · 1973 · 1974 · 1975 · 1976 · 1977 · 1978 · 1979 · 1980 · 1981 · 1982 · 1983 · 1984 · 1985 · 1986 · 1987 · 1988 · 1989 · 1990 · 1991 · 1992 · 1993 · 1994 · 1995 · 1996 · 1997 · 1998 · 1999 · 2000 · 2001 · 2002 · 2003 · 2004 · 2005 · 2006 · 2007 · 2008 · 2009 · 2010 · 2011 · 2012 · 2013 · 2014 · 2015 · 2016 · 2017 · 2018 · 2019 · 2020 · 2021